# Aeropuerto Internacional Faleolo
El Aeropuerto Internacional Faleolo (código IATA: APW, código OACI: NSFA) es el aeropuerto internacional de Samoa. Está ubicado en la capital, Apia y sirve para toda la red internacional del país.

## Historia

### Aeródromo de Faleolo
El sitio y la ubicación del aeropuerto actual se conocía originalmente como Aeródromo de Faleolo. Fue construido por los SeaBees de la Armada de los Estados Unidos después del estallido de la Guerra en el Pacífico en 1942 y se convirtió en una extensión de la Estación Naval de los Estados Unidos de Tutuila y el Área del Grupo de Defensa de Samoa durante la Guerra del Pacífico. Los Seabees completaron el aeródromo de Faleolo en julio de 1942 y el escuadrón de combate marino estadounidense VMF-111 fue trasladado del Aeródromo de Tafuna al campo a Faleolo después de que se completó la pista de aterrizaje para proteger las islas de Upolu y Savai'i de una invasión japonesa anticipada.
Los edificios de apoyo del campo de aviación y dos hangares se construyeron y completaron en marzo de 1943. Hasta 1984, Faleolo no podía acomodar aviones más grandes que un Boeing 737. Los servicios a los Estados Unidos, Australia o Nueva Zelanda, solo podían aterrizar en el Aeropuerto Internacional de Pago Pago en Samoa Americana. Desde la expansión del aeropuerto, el aeropuerto ahora atiende a la mayoría del tráfico internacional que llega desde Nueva Zelanda, Australia, Fiyi, Tonga, y Hawái.

## Aerolíneas y destinos

### Destinos nacionales
| Aerolíneas    | Destinos |
| ------------- | -------- |
| Samoa Airways | Savai'i  |

### Destinos internacionales
| Ciudades por países              | Nombre del aeropuerto                 | Aerolíneas                   | Aeronaves     | Frecuencias semanales |
| Oceanía                          | Oceanía                               | Oceanía                      | Oceanía       | Oceanía               |
| -------------------------------- | ------------------------------------- | ---------------------------- | ------------- | --------------------- |
| Australia                        |                                       |                              |               |                       |
| Brisbane                         | Aeropuerto de Brisbane                | Qantas Virgin Australia      | B737-838 B737 |                       |
| Estados Unidos / Hawái           |                                       |                              |               |                       |
| Honolulu                         | Aeropuerto Internacional de Honolulu  | Fiji Airways                 | B737          |                       |
| Estados Unidos / Samoa Americana |                                       |                              |               |                       |
| Pago Pago                        | Aeropuerto Internacional de Pago Pago | Samoa Airways Talofa Airways |               |                       |
| Fiyi                             |                                       |                              |               |                       |
| Nadi                             | Aeropuerto Internacional de Nadi      | Fiji Airways                 | B737          |                       |
| Nueva Zelanda                    |                                       |                              |               |                       |
| Auckland                         | Aeropuerto Internacional de Auckland  | Air New Zealand              |               |                       |
| Tonga                            |                                       |                              |               |                       |
| Nukualofa                        | Aeropuerto Internacional Fua'amotu    | Talofa Airways               |               |                       |